# Arbanija
Arbanija (italienisch Arbania) ist ein Dorf auf der Insel Čiovo in Kroatien.
Arbanija befindet sich zwischen Trogir und Slatine, direkt an der Küste der Insel Čiovo. Der Ort ist bekannt für das gotische Kloster Sveti Križ aus dem 15. Jahrhundert. Die Einwohner leben hauptsächlich vom Fischfang und Tourismus. In Arbanija befindet sich die Abzweigung nach dem Ort Žedno auf der Insel Čiovo.

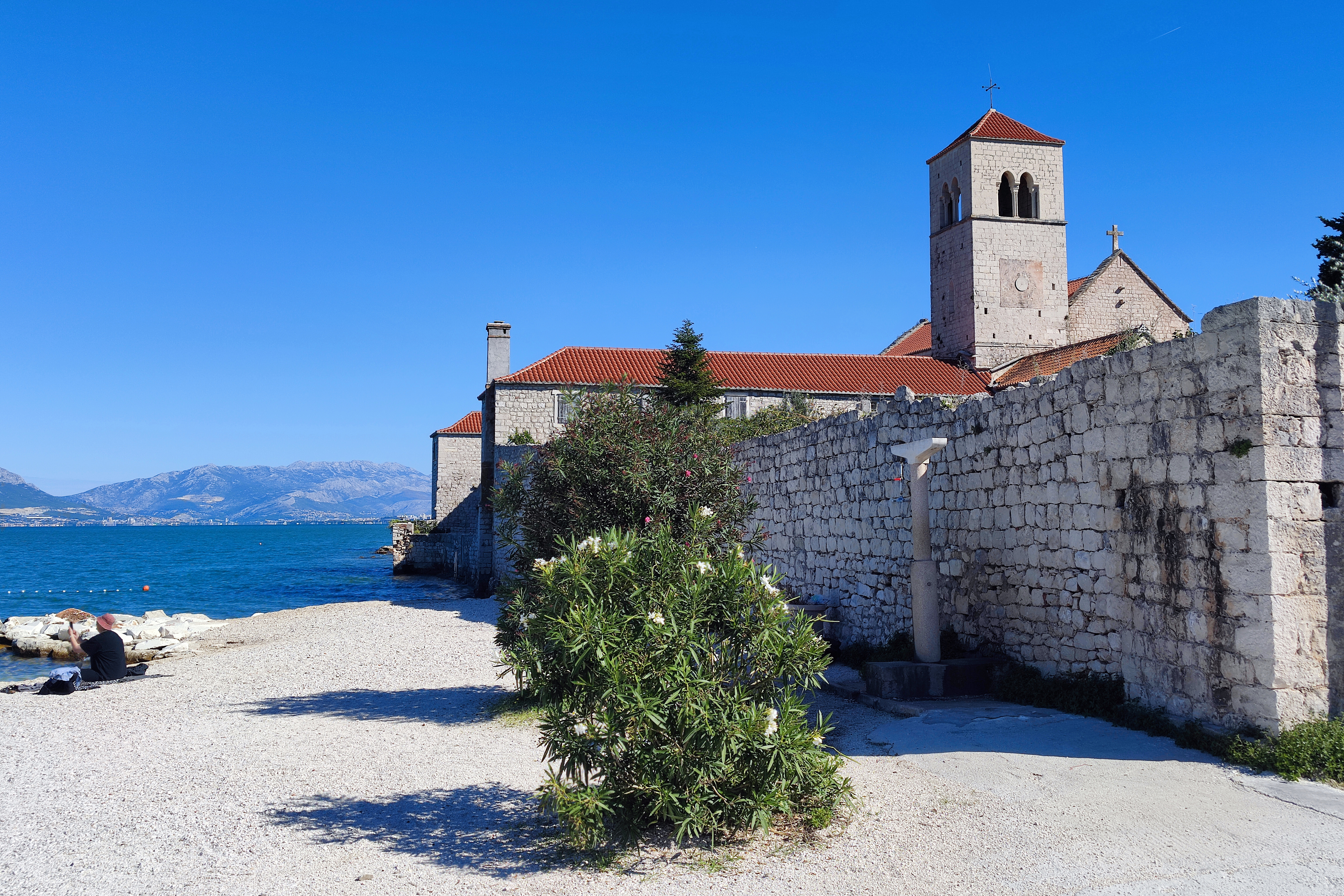
Kloster Sveti Kriz